# 1956년 동계 올림픽 대한민국 선수단
1956년 동계 올림픽 대한민국 선수단은 이탈리아 코르티나담페초에서 개최된 제7회 동계 올림픽에 참가한 올림픽 대한민국 선수단이다. 1952년 동계 올림픽은 6.25 전쟁 때문에 참가하지 못하였으며, 이번이 두번째 동계 올림픽 참가이다.
스피드스케이팅 한 종목에 총 네 명의 남자 선수가 출전하였으며, 메달권에 들지는 못했다.

## 참가
1955년 12월 동계 올림픽 참가 선수명단이 발표되었다. 감독 김정연을 필두로 스피드스케이팅 종목에 출전할 육군 출신의 장용, 조윤식, 김종순, 편창남 등 4명의 선수가 포함되었다.
한편 이들 선수단은 올림픽이 끝난 뒤 2월 10일부터 노르웨이 오슬로에서 열리는 세계빙상선수권대회에 참가할 예정이었는데, 당시 여자 종목이 없었던 동계 올림픽과는 달리 세계선수권대회에는 여자 종목이 있어 이화여대의 최영해 선수가 올림픽 선수단과 함께 출발하게 되었다.
선수단은 1956년 1월 8일 여의도공항에서 대한국민항공사 비행편을 타고 일본 도쿄를 거쳐 이탈리아로 떠났다. 김종순의 증언에 따르면 당초 빙상연맹의 자금사정이 여의치 않아 실제 참가여부는 확실치 않았으나, 대회 직전 후원금이 모여 출발할 수 있었다고 전한다.
올림픽 선수단은 1월 26일 이탈리아 코르티나담페초의 스타디움에서 열린 개막식에 참석하였으며, 이탈리아어 알파벳 순서에 따라 태극기를 앞세우고 칠레와 핀란드 사이 순서로 입장했다. 개막식 당시 입었던 유니폼은 "스키모와 청색 팬츠, 황갈색 코트"로 전해지는데, 이는 돈이 없어 미군 장교의 코트를 단복 삼아 입었고, 모자만 따로 사서 쓴 것이라고 전해진다.
조윤식 선수의 회고에 따르면 선수단이 묵은 호텔에선 빵과 우유, 달걀을 아침으로 줬는데, 경기에 나서기엔 부족하다는 생각에 식당 측에 따로 문의하여 매 끼마다 스파게티를 먹었다고 한다. 올림픽을 마치고 호텔을 떠나는데 주방장이 "경기 기간 한국 선수들이 먹은 스파게티 면을 이어붙이면 한국까지 닿을 것"이란 농담을 할 정도였다고 한다.

## 종목별 성적

### 스피드스케이팅
올림픽에 참가한 선수 네 명 모두 스피드스케이팅 종목에 출전하였으며, 세부종목은 총 세 개였다. 네 선수 모두 메달권 진입에는 실패하였으나, 남자 1500m 경기에서 장용 선수가 2분 16초 7로 한국 신기록을 경신하였다.
| 선수   | 종목   | 기록    | 순위      |
| ------ | ------ | ------- | --------- |
| 장용   | 500m   | 43.5    | 28        |
| 장용   | 1500m  | 2:16.7  | 29        |
| 장용   | 5000m  | 8:17.6  | 23        |
| 조윤식 | 500m   | 44.0    | 34        |
| 조윤식 | 1500m  | 2:20.0  | 공동 42위 |
| 김종순 | 1500m  | 2:20.5  | 44        |
| 김종순 | 5000m  | 8:34.3  | 36        |
| 김종순 | 10000m | 17:52.6 | 30        |
| 편창남 | 1500m  | 2:23.5  | 공동 51위 |
| 편창남 | 5000m  | 8:36.7  | 37        |